# Bitwa nad Ter
Bitwa nad rzeką Ter (zwana także bitwą pod Torroellą) – starcie zbrojne, które miało miejsce 27 maja 1694, wzdłuż brzegów i brodów rzeki Ter koło Puente Mayor w okolicach ważnego miasta Girony. Stanowiła część wojny palatynackiej.

## Wstęp
W roku 1694 król Francji zdecydował się na zaatakowanie Katalonii. Nakazał działającej w Sabaudii armii Catinata przejść do działań obronnych, przemieszczając część jej sił z Piemontu na front hiszpański.
Wicekról Katalonii, don Juan Manuel Lopez Pacheco Acuña Giron y Portocarrero, markiz Villeny, książę Escalony, będący jednocześnie generałem kapitanem hiszpańskiej armii, rozlokował na obu brzegach rzeki Ter praktycznie wszystkie oddziały jakimi w tym momencie mógł dysponować by przeciwstawić się silnemu korpusowi francuskiemu prowadzonemu przez księcia de Noailles, który zamierzał zdobyć Gironę.
Obie armie dysponowały podobnymi siłami. Francuzi mieli 24 tys. żołnierzy, w tym 4–5 tys. jazdy, a Hiszpanie – 16–24 tys. żołnierzy, w tym 4–5 tys. jazdy. Francuskie regimenty składały się w większości z weteranów, podczas gdy siły hiszpańskie miały bardzo dużą liczbę świeżych rekrutów i nowo utworzonych jednostek, które jeszcze nie brały udziału w bitwie. Ponadto francuska armia miała przewagę w artylerii, w której służyli dobrze wyszkoleni oficerowie i kanonierzy.

## Bitwa
Hiszpańska armia podzielona została na trzy korpusy w celu zabezpieczenia brodów w Verges, Ullà oraz Torroella.
W pierwszych dniach nieprzyjaciel spróbował bez powodzenia sforsować bród pod Verges, następnie przemieścił się do Ullà i Torroella de Montgri. Dnia 27 maja gęsta mgła zawisła nad brzegami rzeki; korzystając z tego 2000 francuskich dragonów i kawalerii z postępującą za nimi dużą liczbą grenadierów, przeszli niezauważeni rzekę pod Torroella de Montgri. Zaraz po przejściu rzeki kawaleria francuska przystąpiła do szarży na hiszpańską piechotę, która stała bez żadnych ziemnych fortyfikacji, ostrzeliwana przez francuską artylerię z drugiego brzegu.
Po oddaniu pierwszej salwy z muszkietów Hiszpanie, którzy pilnowali brodu, nie mogli skutecznie przeciwstawić się nadchodzącemu nieprzyjacielowi, rzucili się zatem do ucieczki, zostawiając swój obóz w nieładzie. Gdy resztki kawalerii hiszpańskiej wycofały się, zostawiając hiszpańską piechotę bez osłony, wielu hiszpańskich piechurów zostało zabitych.
Zauważywszy porażkę części swych sił, a także widząc, że znaczna część francuskich wojsk przeprawiła się już przez rzekę i błyskawicznie uszykowała się do bitwy, cała hiszpańska armia uległa zmieszaniu, a kawaleria razem z tylną strażą rzuciły się do ucieczki, docierając do Girony.
Francuzi rzucili się do natarcia przeciwko pozostałym Hiszpanom, nie natrafiając na silny opór. Zabito wielu hiszpańskich żołnierzy, a cały sprzęt, artyleria i wielka liczba sztandarów wpadły w ręce zwycięzców.

## Po bitwie
Według oficjalnej wersji Hiszpanie stracili 2931 piechoty i 324 jeźdźców (łącznie zabici, ranni i zaginieni). Według francuskich źródeł hiszpańskie straty przekroczyły 9000 ludzi, w tym 2000 jeńców, podczas gdy straty francuskie wyniosły ok. 500 ludzi.
W takiej sytuacji wicekról nie miał innego wyboru jak wysłać część oddziałów do Girony, a z główną częścią swej armii ruszyć w kierunku Barcelony, gdzie pozostał przez cały czerwiec. W tym czasie Francuzi splądrowali ponad 10 wsi w położonych w pobliżu rzeki Ter.
Dnia 30 maja, trzy dni po hiszpańskiej klęsce nad rzeką Ter, książę de Noailles rozpoczął blokadę od lądu i morza twierdzy Palamos, która poddała się Francuzom 10 czerwca. Gironę Francuzi wzięli 29 czerwca.
Barcelona została ocalona przez francuskiego ministra wojny, który zredukował finansowanie armii księcia de Noailles i tym sposobem zahamował jej działania.
Innym czynnikiem było pojawienie się angielskiej floty pod wodzą Edwarda Russella, który zmusił flotę francuską Tourville’a, by odeszła do Tulonu.